# Arif Morkaya
Arif Morkaya (* 30. Mai 1989 in Istanbul) ist ein türkischer Fußballspieler.

## Karriere

### Verein
Morkaya kam im Istanbuler Stadtteil Eminönü auf die Welt und begann mit dem Vereinsfußball in der Jugend des türkischen Spitzenvereins Galatasaray Istanbul. Zum Sommer 2003 verließ er die Jugend von Galatasaray und spielte der Reihe nach für die Jugendteams von Istanbul Kartal Belediyespor, Bakırköyspor und İstanbulspor. Im Frühjahr 2007 erhielt er bei letzterem einen Profivertrag, wurde aber gleich an den Viertligisten Bakırköyspor ausgeliehen. Für diesen Verein absolvierte er bis zum Saisonende zwei Ligabegegnungen und kehrte dann zu İstanbulspor zurück. Für İstanbulspor spielte er die nächsten zwei Spielzeiten und bestritt insgesamt 19 Ligabegegnungen.
Zur Saison 2009/10 verließ er İstanbulspor und wechselte zum Viertligisten Darıca Gençlerbirliği. Hier etablierte er sich sofort als Stammspieler und spielte die nächsten drei Spielzeiten.
Nachdem zum Sommer 2012 sein Vertrag mit Darıca Gençlerbirliği ausgelaufen war, wechselte er ablösefrei zum Zweitligisten 1461 Trabzon. Im Frühjahr verließ er 1461 Trabzon und wechselte in die TFF 3. Lig zu Altınordu Izmir. Am Saisonende stieg er mit diesem Verein als Viertligameister in die TFF 2. Lig auf. Gleich in der ersten Drittligasaison erreichte er mit Altınordu zwei Tage vor Saisonende die Drittligameisterschaft und damit den Aufstieg in die TFF 1. Lig.
Im Sommer 2017 wechselte er gemeinsam mit seinem Teamkollegen Yusuf Abdioğlu innerhalb der Liga zum Aufsteiger MKE Ankaragücü. Hier wurde er mit seinem Team zum Saisonende Meister der TFF 1. Lig und stieg damit in die Süper Lig auf. Zur neuen Saison verließ Morkaya die Hauptstädter und wechselte zu seinem ersten Profiklub İstanbulspor. Auch hier verweilte er eine Spielzeit lang und zog im Sommer 2019 zum Stadt- und Ligarivalen Fatih Karagümrük SK weiter.

### Nationalmannschaft
Morkaya spielte dreimal für die türkische U-19-Jugendnationalmannschaft.

## Erfolge
Mit Altınordu Izmir
- Meister der TFF 3. Lig und Aufstieg in die TFF 2. Lig: 2012/13
- Meister der TFF 2. Lig und Aufstieg in die TFF 1. Lig: 2013/14

Mit MKE Ankaragücü
- Meister der TFF 1. Lig und Aufstieg in die Süper Lig: 2017/18